# Interpol

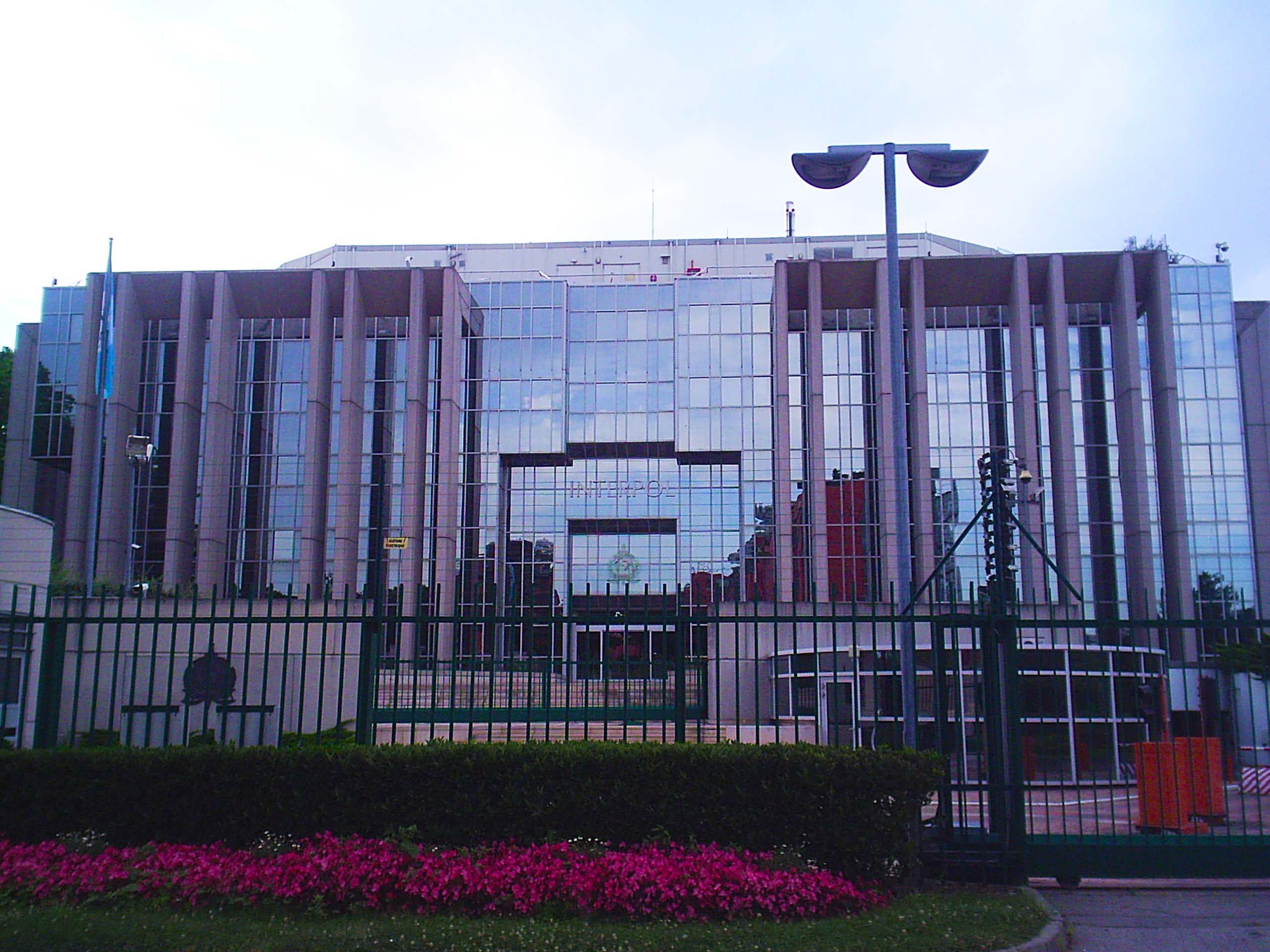
Trụ sở chính của Interpol tại Lyon.

Interpol là tên gọi chính thức của Tổ chức Cảnh sát Hình sự Quốc tế (tiếng Anh: International Criminal Police Organization), một số tài liệu tiếng Việt gọi tắt là Hình cảnh Quốc tế, là một tổ chức liên chính phủ được thành lập vào ngày 7 tháng 9 năm 1923 tại thủ đô Viên, Áo. Với mục tiêu nhằm củng cố, hỗ trợ hoạt động phòng chống tội phạm của các cơ quan cảnh sát trên phạm vi toàn cầu. Chủ tịch đương nhiệm của tổ chức hiện nay là ông Ahmed Naser Al-Raisi (quốc tịch UAE).
Interpol có ngân sách hoạt động hàng năm vào khoảng 123 triệu Euro, được cung cấp thông qua đóng góp tài chính của 196 quốc gia thành viên. Trước đây, tổ chức có văn phòng thường trực đặt tại thủ đô Paris, Pháp, nhưng từ ngày 1 tháng 5 năm 1989 thì chuyển về thành phố Lyon. Đây là tổ chức liên chính phủ lớn thứ 2 trên thế giới chỉ sau Liên Hợp Quốc về số lượng các quốc gia thành viên. Trong năm 2012, Interpol có tổng cộng 703 nhân viên đại diện tại 98 quốc gia thành viên. Năm 2021, đội ngũ các nhà lãnh đạo đương nhiệm của Interpol hiện nay bao gồm có: Chủ tịch Ahmed Naser Al-Raisi (quốc tịch UAE), Tổng thư ký Jürgen Stock (quốc tịch Đức)

## Tổng quan
Công việc của Interpol tập trung chủ yếu vào phòng chống, bắt giữ tội phạm xuyên biên giới. Interpol không phải là một tổ chức cảnh sát thuần túy mà nhiều người thường hay hiểu lầm, đây là một cơ quan đầu não chuyên về điều tra, theo dõi, cung cấp tư liệu liên quan đến tội phạm hình sự, khủng bố. Interpol không tham gia vào công việc bắt giữ hoặc can thiệp vũ trang. Các hoạt động đó đều do cơ quan cảnh sát địa phương của quốc gia có liên quan xử lý, tuy nhiên, Interpol có thể giúp đỡ các tổ chức cảnh sát địa phương trong việc theo dõi tiến trình hoạt động của các kẻ bị truy nã và phát lệnh truy nã cho lực lượng chấp pháp của các quốc gia thành viên tiến hành truy quét, bắt giữ.

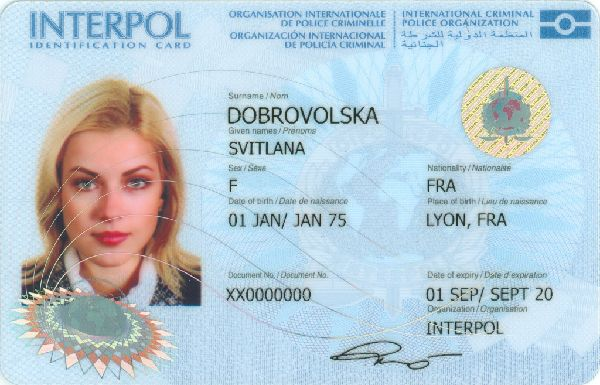
Giấy tờ chứng nhận nhân viên trực thuộc Interpol.

Interpol là một tổ chức quốc tế có các mạng lưới cơ quan thực thi pháp luật hình sự tại từng quốc gia thành viên. Tổ chức có chức năng là một cơ quan liên lạc hành chính của các cơ quan thực thi pháp luật giữa các nước thành viên với nhau, cung cấp thông tin liên lạc, cơ sở dữ liệu, hỗ trợ truy bắt tội phạm thông qua trụ sở trung ương ở Lyon, Pháp.

## Tôn chỉ và mục tiêu hoạt động

### Tôn chỉ hoạt động
Interpol là tổ chức trung lập về chính trị, Hiến chương của tổ chức không cho phép Interpol can thiệp vào vấn đề này. Interpol hoạt động độc lập theo tôn chỉ tôn trọng chủ quyền, không can thiệp vào công việc chính trị nội bộ của các quốc gia thành viên. Đối tượng điều tra chỉ là tội phạm hình sự. Cơ quan này cũng không điều tra các vấn đề liên quan đến xung đột tôn giáo, quân sự, tội ác chiến tranh hay phân biệt chủng tộc,...

### Mục tiêu hoạt động
Công việc chính của Interpol là theo dõi, điều tra phát hiện các loại tội phạm xuyên biên giới như khủng bố, lừa đảo, rửa tiền, buôn bán người, buôn bán ma tuý, vũ khí bất hợp pháp, tội phạm công nghệ cao, tội phạm có tổ chức, tội phạm kinh tế, ... nhằm góp phần bảo vệ, giữ gìn an ninh, trật tự xã hội trên toàn cầu. Ngoài ra, các lực lượng thực thi pháp luật giữa các quốc gia khác nhau sử dụng Interpol để trao đổi thông tin liên lạc với nhau trong các trường hợp tội phạm hoạt động xuyên biên giới.

## Biểu tượng
- Biểu tượng hiện tại của Interpol đã được thông qua vào năm 1950 và bao gồm các yếu tố sau:[6]
- Hình Trái Đất để chỉ hoạt động trên toàn thế giới.
- Nhánh ô liu đại diện cho hòa bình.
- Thanh kiếm tượng trưng cho hoạt động của cảnh sát.
- Bàn cân biểu tượng cho công lý.

## Màu sắc các lệnh truy nã và thông báo
- Truy nã đỏ (Red Notice): Là yêu cầu truy bắt nhằm mục đích dẫn độ tội phạm. Thông báo đỏ còn gọi là lệnh truy nã đỏ, thường được ban hành trên mạng của Interpol. Đây là công cụ đấu tranh với tội phạm hoạt động xuyên quốc gia hữu hiệu nhất hiện nay.
- Truy nã đen (Black Notice): Loại thông báo nhằm xác định tung tích các nạn nhân đã chết ở bên ngoài quốc gia sở tại.
- Truy nã xanh lá cây (Green Notice): Cảnh báo về các đối tượng phạm tội từ các nước khác nghi đã thâm nhập vào nước sở tại hoặc đối tượng gây án ở nước sở tại rồi trốn ra nước ngoài.
- Truy nã xanh lam (Blue Notice): Nhằm xác định và cung cấp thông tin, đường di chuyển của các loại tội phạm, đối tượng hoạt động xuyên quốc gia.
- Truy nã vàng (Yellow Notice): Truy tìm người mất tích.
- Truy nã màu da cam (Orange Notice): Nhằm cảnh báo các thông tin liên quan đến tội phạm khủng bố đến các nước thành viên của Interpol về những biến động, việc di chuyển và hoạt động phức tạp của bọn tội phạm khủng bố trên toàn cầu.[7]
- Truy nã tím (Purple Notice): Nhằm cung cấp thông tin về phương thức hoạt động, thủ đoạn, thiết bị, công cụ hoặc nơi ẩn náu của tội phạm.
- Thông báo đặc biệt từ Interpol-Hội đồng Bảo an Liên Hợp Quốc (Interpol-United Nations Security Council Special Notice): Thông báo các nước thành viên về đối tượng hoặc (những) quốc gia bị áp đặt lệnh trừng phạt của LHQ.

## Ngôn ngữ sử dụng
Hiện nay, Interpol đang sử dụng 4 loại ngôn ngữ chính bao gồm: tiếng Anh, tiếng Pháp, tiếng Tây Ban Nha và tiếng Ả Rập. Tạp chí Cảnh sát hình sự quốc tế của tổ chức này xuất bản hàng tháng cũng sử dụng đồng thời cả 4 thứ tiếng trên.

## Tài chính
Năm 2015, các khoản thu phục vụ cho hoạt động của Interpol là ~80 triệu Euro, trong đó, 71% là các khoản đóng góp đều đặn theo quy định đến từ các nước thành viên, 29% còn lại đến từ những dự án tài trợ của các tổ chức tư nhân, doanh nghiệp thương mại và từ các nguồn đóng góp khác. Từ năm 2004 đến 2010, Interpol duy trì đơn vị kiểm toán độc lập là Tòa án Kiểm toán Quốc gia Pháp. Tới tháng 11 năm 2010, Tòa án Kiểm toán Pháp được thay thế bởi Văn phòng Tổng Kiểm toán Quốc gia Na Uy với thời hạn là 3 năm.

## Thành viên

Bản đồ các quốc gia Thành viên.

Là một trong những tổ chức quốc tế lớn nhất trên toàn cầu, ngày nay, hầu hết các quốc gia trên thế giới đều đã và đang là thành viên của Interpol. Dưới đây là danh sách các nước thành viên:
- Ai Cập
- Albania
- Algérie
- Andorra
- Angola
- Antigua và Barbuda
- Argentina
- Armenia
- Aruba
- Áo
- Azerbaijan
- Bắc Macedonia
- Bahamas
- Bahrain
- Bangladesh
- Barbados
- Belarus
- Bỉ
- Belize
- Bénin
- Bhutan
- Bolivia
- Bosna và Hercegovina
- Botswana
- Bồ Đào Nha
- Brasil
- Brunei
- Bulgaria
- Burkina Faso
- Burundi
- Campuchia
- Cameroon
- Canada
- Cabo Verde
- Tchad
- Chile
- Colombia
- Comoros
- Costa Rica
- Côte d'Ivoire
- Cộng hòa Congo
- Cộng hòa Dân chủ Congo
- Croatia
- Cuba
- Cộng hòa Síp
- Cộng hòa Séc
- Curaçao
- Djibouti
- Dominica
- Cộng hòa Dominican
- Đan Mạch
- Đông Timor
- Đức
- Ecuador
- El Salvador
- Guinea Xích Đạo
- Eritrea
- Estonia
- Eswatini
- Ethiopia
- Fiji
- Gabon
- Gambia
- Gruzia
- Ghana
- Grenada
- Guatemala
- Guinée
- Guiné-Bissau
- Guyana
- Haiti
- Hoa Kỳ
- Hàn Quốc
- Honduras
- Hồng Kông
- Hungary
- Hy Lạp
- Iceland
- Ấn Độ
- Indonesia
- Iran
- Iraq
- Ireland
- Israel
- Ý
- Jamaica
- Jordan
- Kazakhstan
- Kenya
- Kiribati
- Kuwait
- Kyrgyzstan
- Lào
- Latvia
- Liban
- Lesotho
- Liberia
- Libya
- Liechtenstein
- Litva
- Luxembourg
- Madagascar
- Malawi
- Malaysia
- Maldives
- Mali
- Malta
- Maroc
- Quần đảo Marshall
- Mauritanie
- Mauritius
- México
- Micronesia
- Moldova
- Monaco
- Mông Cổ
- Montenegro
- Mozambique
- Myanma
- Namibia
- Nam Sudan
- Nauru
- Nepal
- Hà Lan
- New Zealand
- Nga
- Nhật Bản
- Nicaragua
- Niger
- Nigeria
- Na Uy
- Oman
- Palau
- Nhà nước Palestine
- Pakistan
- Panama
- Papua New Guinea
- Paraguay
- Peru
- Philippines
- Ba Lan
- Qatar
- România
- Rwanda
- Saint Kitts và Nevis
- Saint Lucia
- Saint Vincent và Grenadines
- São Tomé và Príncipe
- Ả Rập Xê Út
- Samoa
- San Marino
- Sénégal
- Serbia
- Seychelles
- Sierra Leone
- Singapore
- Sint Maarten
- Slovakia
- Slovenia
- Quần đảo Solomon
- Somalia
- Cộng hòa Nam Phi
- Tây Ban Nha
- Sri Lanka
- Sudan
- Suriname
- Thụy Điển
- Thụy Sĩ
- Syria
- Tajikistan
- Tanzania
- Thái Lan
- Thành Vatican
- Togo
- Tonga
- Trinidad và Tobago
- Tunisia
- Thổ Nhĩ Kỳ
- Trung Quốc
- Turkmenistan
- Uganda
- Ukraina
- Các Tiểu Vương quốc Ả Rập Thống nhất
- Vương quốc Liên hiệp Anh và Bắc Ireland
- Úc
- Uruguay
- Uzbekistan
- Vanuatu
- Venezuela
- Việt Nam
- Yemen
- Zambia
- Zimbabwe

## Các quốc gia chưa là thành viên
- Quần đảo Cook
- Quần đảo Falkland
- Quần đảo Faroe
- Bắc Triều Tiên
- Niue
- Trung Hoa Dân Quốc (Đài Loan)
- Tuvalu

## Văn phòng đại diện
Ngoài trụ sở chính ở Lyon, Interpol hiện duy trì thêm 7 văn phòng khu vực, lần lượt đặt tại:
- Buenos Aires, Argentina
- San Salvador, El Salvador
- Yaoundé, Cameroon
- Abidjan, Bờ Biển Ngà
- Nairobi, Kenya
- Harare, Zimbabwe
- Bangkok, Thái Lan (Văn phòng liên lạc chung)

Trung tâm chỉ huy và điều phối của Interpol làm việc 24/7 có nhiệm vụ liên lạc cho lực lượng cảnh sát của các quốc gia thành viên khi cần tìm kiếm thông tin khẩn cấp hoặc cảnh báo tội phạm đe dọa. Trung tâm chính ở Lyon và một trung tâm phụ ở Buenos Aires được mở cửa vào tháng 5 năm 2011. Trung tâm thứ ba dự kiến sẽ mở tại Singapore vào tháng 9 năm 2014. Interpol cũng có một văn phòng đại diện đặc biệt tại trụ sở của Liên Hợp Quốc ở thành phố New York từ năm 2004 và của Liên minh châu Âu (EU) ở Brussels từ năm 2009.
Interpol cũng đang xây dựng Khu liên hợp Interpol Toàn cầu (IGCI) tại Singapore nhằm hoạt động như một trung tâm nghiên cứu và phát triển. Dự kiến sẽ đi vào hoạt động từ tháng 9 năm 2014.

## Tổng thư ký và Chủ tịch

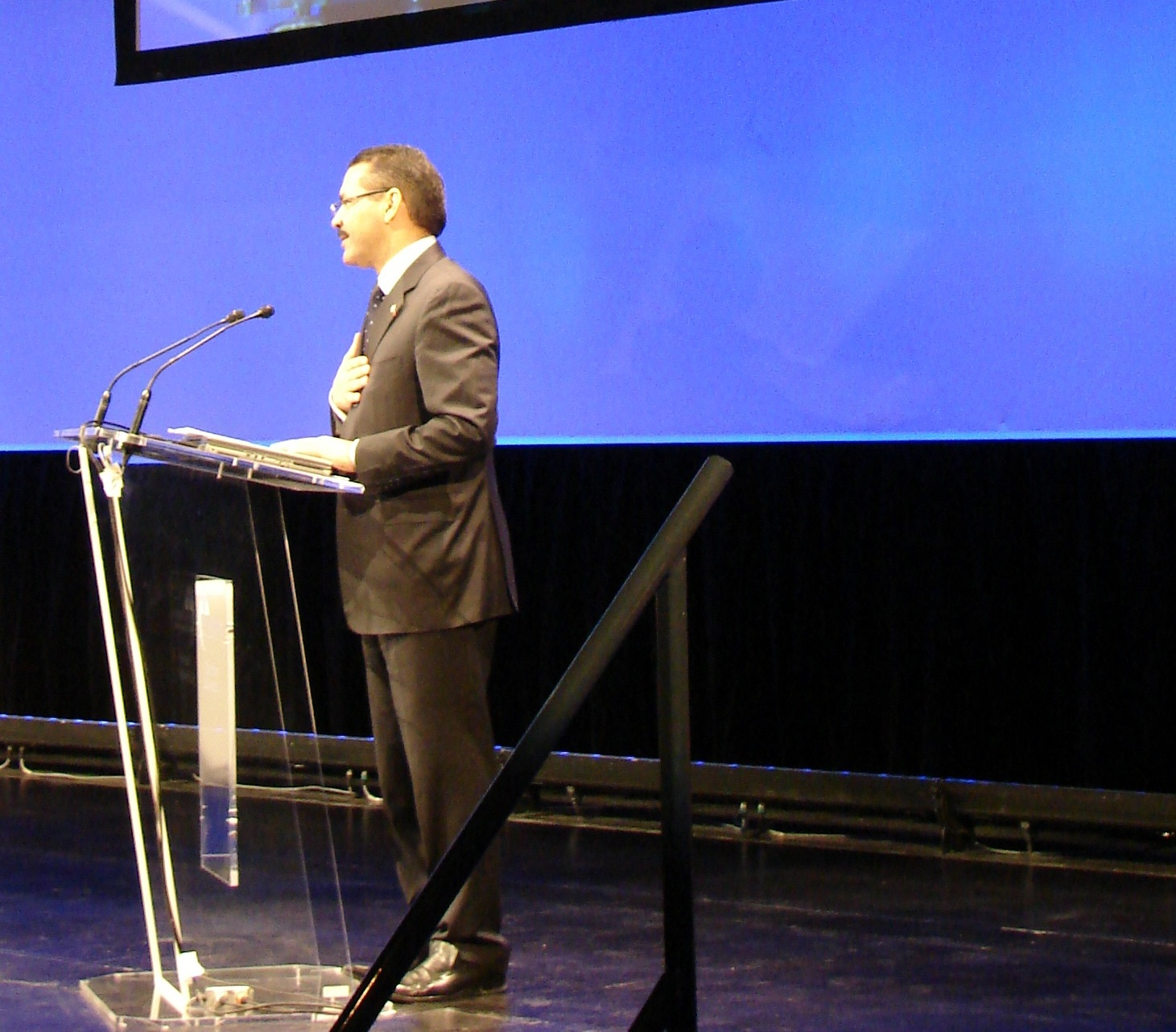
Tổng thư ký Ronald Noble tại Hội nghị Toàn cầu lần thứ 6 về chống vi phạm bản quyền và hàng giả.

Danh sách các Tổng thư ký và Chủ tịch từ khi tổ chức ra đời năm 1923:
Tổng thư ký
| Áo Oskar Dressler        | 1923–1946 |
| Pháp Louis Ducloux       | 1946–1951 |
| Pháp Marcel Sicot        | 1951–1963 |
| Pháp Jean Népote         | 1963–1978 |
| Pháp André Bossard       | 1978–1985 |
| Anh Quốc Raymond Kendall | 1985–2000 |
| Hoa Kỳ Ronald Noble      | 2000–nay  |

Chủ tịch
| Áo Johann Schober                | 1923–1932                                                                     |
| Áo Franz Brandl                  | 1932–1934                                                                     |
| Áo Eugen Seydel                  | 1934–1935                                                                     |
| Áo Michael Skubl                 | 1935–1938                                                                     |
| Otto Steinhäusl                  | 1938–1940                                                                     |
| Reinhard Heydrich                | 1940–1942                                                                     |
| Arthur Nebe                      | 1942–1943                                                                     |
| Ernst Kaltenbrunner              | 1943–1945                                                                     |
| Bỉ Florent Louwage               | 1945–1956                                                                     |
| Bồ Đào Nha Agostinho Lourenço    | 1956–1960                                                                     |
| Anh Quốc Richard Jackson         | 1960–1963                                                                     |
| Phần Lan Fjalar Jarva            | 1963–1964                                                                     |
| Bỉ Firmin Franssen               | 1964–1968                                                                     |
| Đức Paul Dickopf                 | 1968–1972                                                                     |
| Canada William Leonard Higgitt   | 1972–1976                                                                     |
| Thụy Điển Carl Persson           | 1976–1980                                                                     |
| Philippines Jolly Bugarin        | 1980–1984                                                                     |
| Hoa Kỳ John Simpson              | 1984–1988                                                                     |
| Pháp Ivan Barbot                 | 1988–1992                                                                     |
| Canada Norman Inkster            | 1992–1994                                                                     |
| Thụy Điển Björn Eriksson         | 1994–1996                                                                     |
| Nhật Bản Toshinori Kanemoto      | 1996–2000                                                                     |
| Tây Ban Nha Jesús Espigares Mira | 2000–2004                                                                     |
| Nam Phi Jackie Selebi            | 2004–2008                                                                     |
| Chile Arturo Herrera Verdugo     | Quyền chủ tịch cho đến tháng 10 năm 2008, và là ứng viên cho chức vụ Chủ tịch |
| Singapore Khoo Boon Hui          | Tháng 10 năm 2008–2012                                                        |
| Pháp Mireille Ballestrazzi       | Tháng 11 năm 2012–2016                                                        |
| Trung Quốc Mạnh Hoành Vĩ         | 2016–2018                                                                     |
| Hàn Quốc Kim Jong-yang           | 2018–2021                                                                     |
| UAE Ahmed Nasser Al-Raisi        | 2021-nay                                                                      |

## Thành tích
Thông qua sự phối hợp hiệu quả trong hoạt động cung cấp thông tin của Interpol và nghiệp vụ của lực lượng cảnh sát các quốc gia thành viên, chỉ tính riêng trong năm 2001 đã có 1.400 người bị bắt giữ vì liên quan tới các hoạt động phạm tội.

## Sự cố
Năm 2018, cựu Thứ trưởng Bộ Công an Trung Quốc kiêm Chủ tịch Interpol đương nhiệm Meng Hongwei (Mạnh Hoành Vĩ) về nước ngày 25 tháng 9 và "mất tích" kể từ đó. Gần 2 tuần sau, vào ngày 7 tháng 10, chính phủ Trung Quốc cho biết đã bắt giam ông này vì "nghi ngờ vi phạm pháp luật". Cùng ngày, Interpol ra thông báo rằng Meng đã viết thư xin từ chức. Tân Chủ tịch người Hàn Quốc Kim Jong-yang sẽ kế nhiệm Mạnh Hoành Vĩ điều hành tổ chức.